# Symfonie nr. 49 (Hovhaness)
Alan Hovhaness voltooide zijn Symfonie nr. 49 opus 356 Christmas Symphony in 1981.
Hovhaness is met zijn lange melodielijnen uitermate geschikt voor het componeren van religieuze muziek. Veel van zijn muziek verwees naar zijn half-Armeense achtergrond, met dito toonladdersystemen. De lange melodielijnen worden meestal gespeeld door hout- of koperblazers. Deze hebben wat dat betreft een nadeel; eens moet er geademd worden om opnieuw via uitademing een toon te kunnen vormen. In zijn 49e symfonie koos de componist wellicht daardoor voor een strijkorkest waarbij dit probleem niet speelt; het is dan zorgen voor een logische indeling van op- en neerstreken zodat de eenheid bewaard blijft.
De symfonie heeft vier delen
1. Celestial prophecy
2. The angel
3. Pastoral
4. The star, Watchman tell us of the night.

De Oosterse klanken zijn geheel verdwenen uit deze symfonie; het is muziek op de Amerikaanse klassieke muziek gestoeld. De muziek doet loom aan. Deel 1 begint met de gebruikelijke senza misura (zonder vast ritme) maar zelfs dat klinkt minder verontrustend dan in zijn andere werken. Het pizzicato aan het eind van deel 1 klinkt traag. Deel 2 verwees naar een kerstlied dat Hovhaness in zijn jeugd heeft gehoord. Deel 3 geeft de herders in oneindige velden weer, een echte pastorale. Deel 4 is wederom een kerstlied.
Het geheel bestaat weer voornamelijk uit de van de componist bekende mengeling van hymnes, koralen en fugas. De muziek lijkt door het ontbreken van de Oosterse invloeden op muziek van een van zijn voorbeelden: Georg Friedrich Händel, erkend meester in het genre symfonie en fugatechniek.
De eerste uitvoering van dit werk, dat Hovhaness componeerde zonder opdracht, vond plaats in Lafayette door het Vermillion Chamber Orchestra onder leiding van de componist op 6 december 1986. Een aanwijzing voor de soort muziek kan ontleend worden aan een citaat van medecomponist Bernard Rogers: "Hovhaness comes from a small planet where it is always Christmas and where there are no bad sounds".

## Orkestratie
- violen, altviolen, celli contrabas

## Discografie
- Uitgave Crystal Records: Northwest Sinfonia o.l.v. Gerard Schwarz in een opname van uit 1995; het staat op een compact disc genaamd Hovhaness treasures